# 式根島

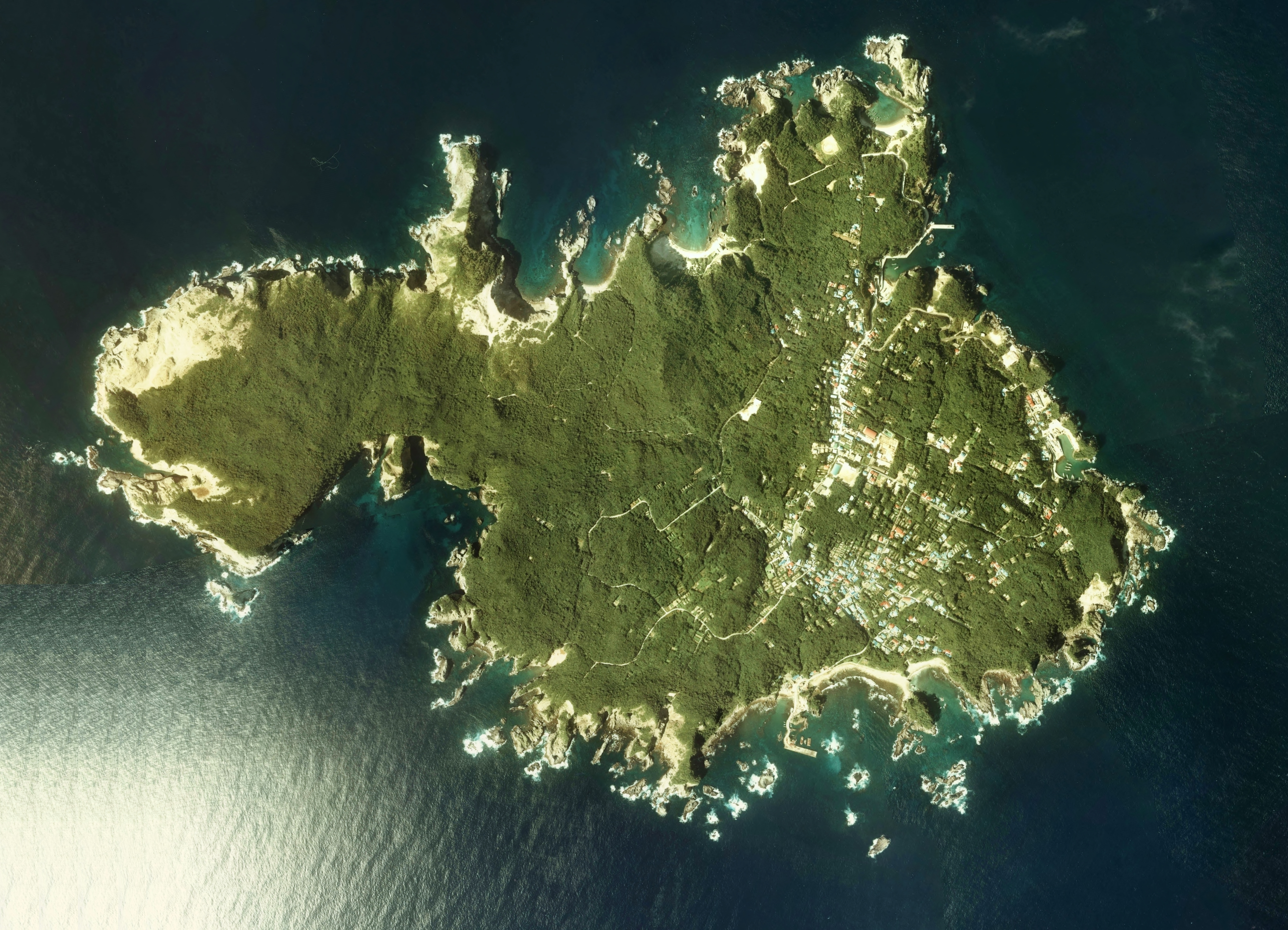
式根島の空中写真。この写真は上方が北北西方角である。1978年撮影の9枚を合成作成。
。

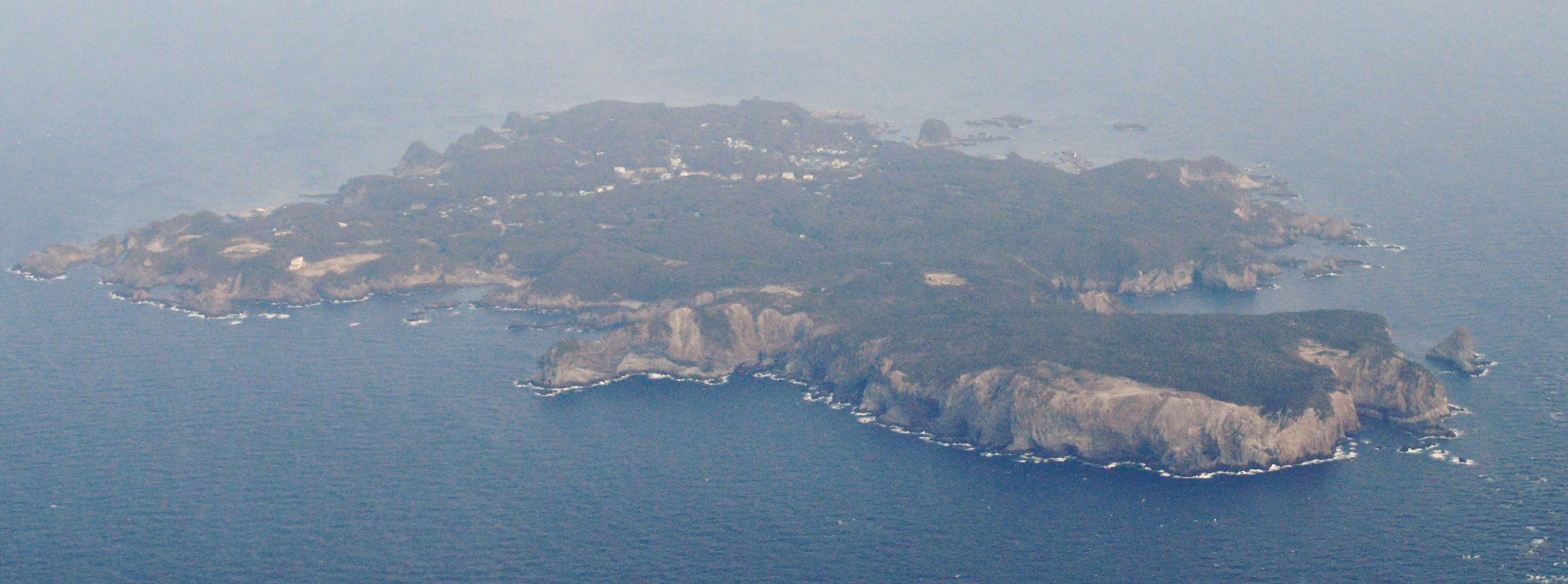
西方上空より

式根島（しきねじま）は、伊豆諸島を構成する新島村の島の一つである。

## 概要
新島の南西側に位置する。
面積3.67km2、人口約550人。最高地点はしばしば北部の神引山と言われるが、国土地理院の地図を参照すると島西北部に109mの標高点の「佐々木山」が存在する。
式根島はかつて新島と地続きであったが、江戸時代の元禄大地震（1703年）の大津波によって新島から分離され、このため伊豆諸島は八島あるのに伊豆七島と呼ばれるとの伝説がある。だが、これは事実ではない（後述）。
新島は砂浜の多いイメージがあるが、式根島は岩で囲まれたイメージが強い。島全体が流紋岩（コーガ石）の厚い一枚の溶岩流になっていて二次的噴火でできた火口が二つある。基本的に、港周辺以外は絶壁になっている。
新島単成火山群の活動で噴出した単成火山である。
絶滅種に指定されているニホンアシカも多く生息していたとされる。

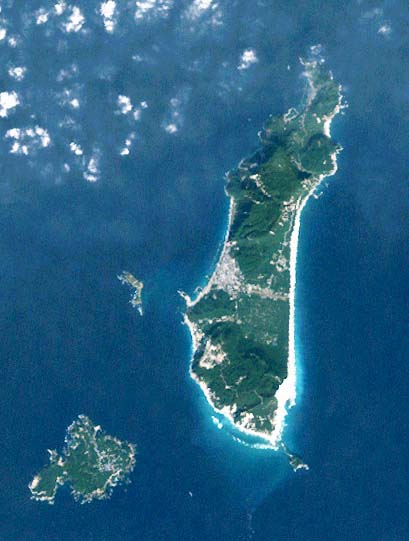
新島（右）と式根島のランドサット衛星写真
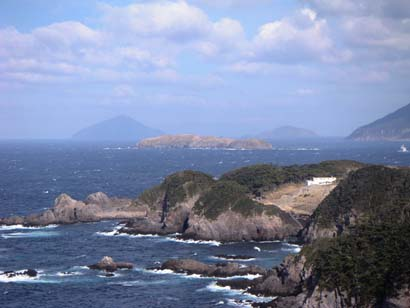
神引展望台からの展望[注釈 2]
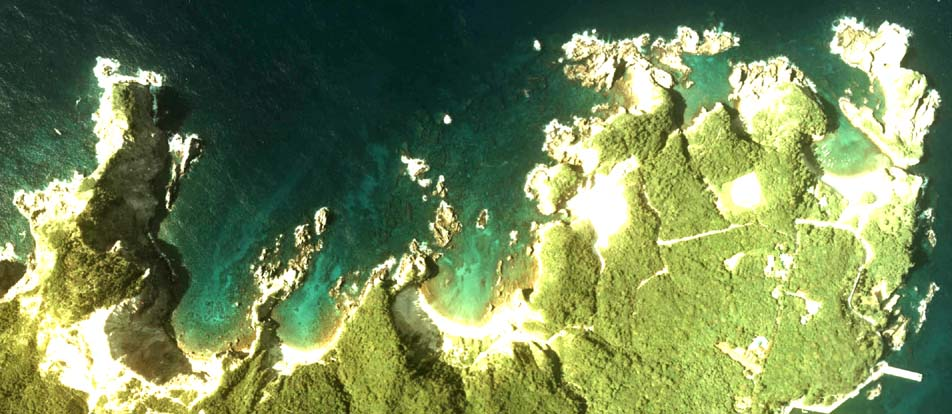
北部の海岸。左が神引山[注釈 3]。
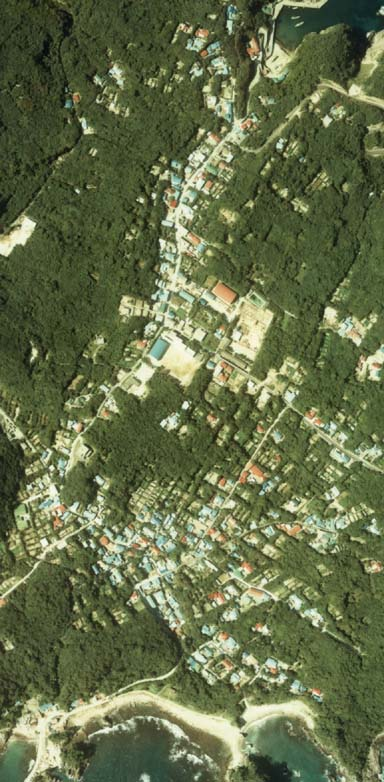
中心街[注釈 4]
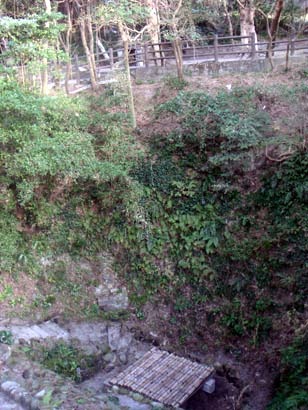
深堀式の「まいまいず井戸」
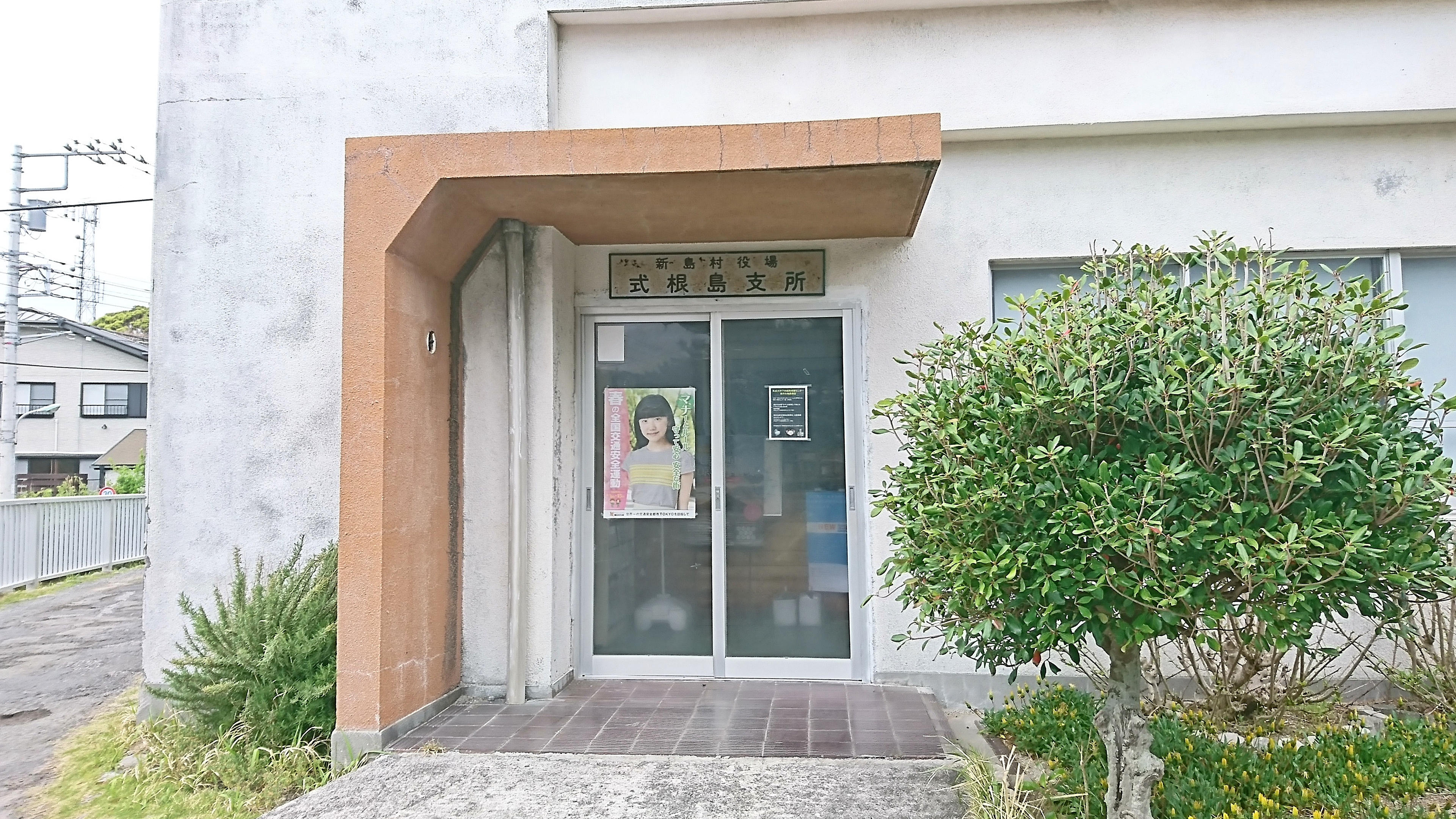
新島村式根島支所

## 歴史
島内から縄文時代中期の遺跡が発見されており、古くから人が住み着いていたと考えられている。真水が得られなかったことから中世以降は江戸時代まで定住者は居なかったようだが、流人を八丈島へ運ぶ船が風待ちに利用した記録が残っている。また、新島の島民が塩の精製場や漁場として利用していた。
明治時代の1888年（明治21年）に式根島への定住が行われて以降、開発が行われるようになった。
行政管轄は、江戸時代には江戸幕府の直轄地であったが、明治時代に入ると、韮山県、足柄県、静岡県と変わったあと、1878年（明治11年）に東京府（現東京都）に編入され、現在に至っている。

### 新島との地続き説
式根島には江戸時代の元禄大地震（1703年）の大津波によって新島から分離されたという説が流布されている。しかし、前年の1702年に作成された古地図（新島村博物館所蔵）には新島と鋪根島（式根島）がはっきり分かれて描かれている（新島村編纂の「式根島開島百年史」にも同様の記述がある）。逆に元禄大地震で両島が分離されたことを記した古文書は現在まで見つかっておらず、元禄大津波が原因で新島と式根島が分離されたと断定することはできない。
また、新島村が1996年に編纂した「新島村史 通史編」にも以下の記述がある。
こうしたことから、式根島の所有権を本土の者に横取りされることを危惧した新島の島民が明治期に言い出した創作の可能性が非常に高いとされている。このように当事者である新島村が否定しているにもかかわらず、現在においても津波分離説は明確な根拠が示されないまま旅行ガイドなどで見受けられる。

## 観光

### 温泉
島の南部に温泉がある。

#### 地鉈温泉
海岸の岩場に湧きだす野湯で、野口冬人が選定した露天風呂番付では東の張出横綱に番付けされている。

#### 松が下雅湯
詳細は「松が下雅湯」を参照
足付漁港に隣接した場所に作られた無料露天風呂。地鉈温泉から引湯しており、泉質は同じ。定期的に清掃されており概ね清潔である。夕方以降は地元の住民も大勢利用に来る。ここも水着着用推奨の混浴だが更衣室はある。

#### 式根島温泉・憩の家
詳細は「憩の家 (式根島温泉) 」を参照
水着無しで利用できる内湯のみの有料温泉（200円）。泉質はナトリウム-塩化物強塩温泉。休憩所もあり、島民や観光客の憩いの場にもなっている。

#### 足付温泉
詳細は「足付温泉」を参照
足附温泉とも。野湯（更衣室・トイレあり）。ナトリウム-塩化物強塩温泉で「外科の湯」と呼ばれ、外傷や皮膚病などに効果があるとされている。海岸から湧き出しており、地鉈温泉に比べて源泉と海面の標高差が少ないので、干潮時以外は適温の湯船を探すのが難しい。水着着用推奨の混浴、無料で入浴できる。

#### 山海温泉
詳細は「山海温泉」を参照
大潮の時のみ入浴可能な秘湯。足付温泉から道を進んだ場所にある温泉で、普段は海中に沈んでいる。ふなりっと温泉、十治郎の湯など別名が多数ある。

#### 御釜湾海中温泉
式根島港から船で行く必要がある野湯。潮が適切な状態でないと入れない。旅チャンネルの「野天湯へGo!」の第26回放送で山田べにこが訪れた。
『所JAPAN-命がけ温泉-第２弾/完結編』（2021年5月24日、関西テレビ）で温泉ソムリエのA.B.C-Zの河合郁人とSixTONESの髙地優吾が訪れ、源泉を採水。初の泉質調査が行われた。海中温泉の主成分は塩化物強塩温泉で熱海温泉の泉質と似ている。効能は塩分の殺菌力による鎮痛効果、湯気を吸い込むことで気道を浄化する。

### 海水浴
海水浴場は、泊海水浴場、石白川海水浴場、大浦海水浴場、中の浦海水浴場の4か所。いずれも入江に砂浜と岩場が含まれる海水浴場で、浅い場所でも沢山の魚が泳いでおり、磯遊びのほか、シュノーケリングやダイビングも盛んである。

### ハイキング
神引山を中心とした神引遊歩道、御釜湾遊歩道などが整備されている。展望台や唐人津城などの見どころも多い。

### 展望台
展望台は、神引展望台、足地山展望台、ぐんじ山展望台、御釜湾第一展望台、御釜湾第二展望台、御釜湾第三展望台、でんどう見晴台の7か所。中でも神引展望台は、新東京百景にも選ばれており、入り組んだ海岸、新島、神津島、富士山までもを見渡すことができる。

### キャンプ
大浦キャンプ場、釜の下キャンプ場の二箇所がキャンプ地として指定されている。いずれも無料で竈、水道、便所などの設備が整えられているが、大浦キャンプ場はGWと夏季のみ開放で釜の下キャンプ場は夏季とGW、12〜2月を除いた時期に開放される。島内には消防署が無く、火災への対処が困難なため2007年より冬季のキャンプは禁止されている。

### 釣り
リアス式海岸のため、一年を通じて様々な魚を釣ることができる。メジナ、ムロアジ、シマアジ、マダイ、イナダ、カンパチなど。また、熱帯に生息するオヤビッチャやアカハタ
などが釣れるのも特徴。
磯や桟橋での釣りのメッカとなっている。

## 交通

### 航路
- 東海汽船（大型客船および高速ジェット船）
  - 東京竹芝桟橋 - 伊豆大島 - 利島 - 新島 - 式根島（野伏港） - 神津島
- 神新汽船（フェリーあぜりあ）
  - 下田港 - 利島 - 新島 - 式根島 - 神津島 - 下田港（毎週水曜日運休）
- 新島村営連絡船（にしき）
  - 野伏港 - 新島・新島港 - 1日3往復

### 航空路
- 島内には緊急用ヘリポートのみが存在する。隣の新島空港へは、連絡船およびタクシーを利用する。

### 島内交通
- 公共交通機関（バス、タクシー）はない。レンタサイクル、レンタバイク、レンタカーあり。宿泊施設利用者は野伏港まで送迎してもらえる。
- 道路
  - 東京都道237号式根島循環線（式根本道）

島内の信号は野伏港から坂を上った場所の1基のみである。
- 港湾
  - 野伏港 - 野伏漁港
  - 式根島港 - 足付漁港
  - 小浜漁港

## 式根島が登場する作品

### 映画
- 男はつらいよ 柴又より愛をこめて

### ドラマ
- 雲の階段 - 劇中での呼称は（1983年版）では「家島」、（2013年版）では「美琴島」となっている
- 赤と黒のゲキジョー「ナースのお仕事 離島編」（2014年10月31日、フジテレビ）

### アニメ
- コードギアス 反逆のルルーシュ - 作中ではブリタニア側の基地として登場、神津島と違い呼称の変更はなし
- うみねこのなく頃に - 作中での呼称は「六軒島」となっている
- ビビッドレッド・オペレーション - 作中第6話で登場。

### 小説
- 夜の出帆（渡辺淳一、文藝春秋、1976年）
- 奢りの春（田久保英夫、集英社文庫、1978年） - 主人公の知人の高校生が作詩のため本島に旅行に行き、地鉈温泉で入浴する描写がある

### 児童文学
- 小さな島の小さな星（久保喬・文、鈴木義治・画、童心社、1984年） - 昭和初期、私財を投じて高森灯台を築いた式根島民・宮川タンの生涯を描く

### ミュージックビデオ
- みやかわくん 『スターランド』

（STAR LAND収録）
- みやかわくん 『イダテンドリーマー』